# زهرة البراري (أنمي)
زهرة البراري أو صغير الأدغال هو مسلسل رسوم متحركة أو أنمي من إنتاج شركة نيبون أنيميشن اليابانية عام 1992 ومن إخراج تاكايوشي سوزوكي. زهرة البراري هو اسم النسخة العربية من المسلسل، وهو مكون من 40 حلقة.

## القصة
قصة المسلسل مقتبسة من رواية بعنوان (The Bushbabies) للمؤلف الكندي وليام ستيفنسون (بالإنجليزية: William Stevenson) نشرت عام 1965. أحداث القصة هي عن فتاة بريطانية عمرها 13 عاما تسافر إلى جبل كيليمانجارو في كينيا بأفريقيا حيث يعمل والدها، وتتعرف هناك على مظاهر الحياة في السافانا.

## الشخصيات

### الشخصيات الرئيسية
- هالة أو جاكلين رودس (باليابانية: ジャックリーヌ·ローズ)

الفتاة البريطانية عمرها 12 سنة تعيش في افريقيا منذ كانت بعمر 3 سنوات وتدلع بأسم «جاكي».
- مورفي (باليابانية: マーフィ)

مؤدي الصوت: يوري شيراتوري
جلاجو صغير تربية جاكلين كحيوان أليف.
- سنبل أو تيندو مورونابي (باليابانية: テンボ·ムルンビ)

مؤدي الصوت: جوروتا كوسوغي
مساعد آرثر في المحمية وصديق جاكلين. جندي سابق وحارب شجاع من قبيلة كامبا. ماهر في العزف على الهارمونيكا لكنه لا يستطيع السباحة. وبفضل مهارته ومعرفته بالحيوانات استطاع انقاذ مورفي.

### الشخصيات الثانوية
- ربيع أو أندرو رودس (باليابانية: アンドルー·ローズ)

مؤدي الصوت: جونيتشي كانيمارو
شقيق جاكلين الأكبر حلمه بأن يصبح مثل ابيه حارس في محمية برية. وبعد لقاء «هانا» يقرر أن يكون طبيب بيطري. ولديه حرباء اسمها «بن» يُربيها كحيوان أليف.
- آرثر رودس (باليابانية: アーサー·ローズ)

والد جاكلين وأندرو ويعمل حارس في محمية برية.
- بيني رودس (باليابانية: ペニー·ローズ)

والدة جاكلين وأندرو، هوايتها الرسم.
- هدى أو كيت أدليتون (باليابانية: ケイト·アドルトン)

صديقة جاكلين الحميمة وزميلتها في المدرسة.
- حواء (باليابانية: ハワ)

تعمل كمدبرة منزل لعائلة رودس.

## وصلات خارجية
- زهرة البراري على موقع IMDb (الإنجليزية)
- زهرة البراري على موقع كينوبويسك (الروسية)
- زهرة البراري على موقع ألو سيني (الفرنسية)
- زهرة البراري على موقع قاعدة بيانات الفيلم (الإنجليزية)
- زهرة البراري على موقع ANN anime (الإنجليزية)

 (بالإنجليزية)